# ناندو گارسیا
ناندو گارسیا (انگلیسی: Nando García؛ زادهٔ ۱۳ ژوئن ۱۹۹۴) بازیکن فوتبال اهل اسپانیا است.
از باشگاه‌هایی که در آن بازی کرده‌است می‌توان به باشگاه فوتبال کوردوبا اشاره کرد.